# Neuhütten, Main-Spessart
Neuhütten är en kommun och ort i Landkreis Main-Spessart i Regierungsbezirk Unterfranken i förbundslandet Bayern i Tyskland.
Kommunen ingår i kommunalförbundet Partenstein tillsammans med kommunerna Partenstein och Wiesthal.